# Lovely Doll
Lovely Doll (愛乙女★DOLL, raburi dôru, prononciation officielle ; stylisé en Lovely★Doll), est un groupe féminin d'idoles japonaises formé en 2011, actuellement composé de 9 membres, dont deux anciennes membres d'AKB48 (Team Kenkyuusei). Il a un groupe-sœur nommé Doll Elements.
La devise du groupe est « ta poupée à tout moment » (いつでもあなたのお人形♪).

## Histoire
Le groupe fait officiellement ses débuts en 2011. Il a connu plusieurs changements de formation et en est à sa 4e génération de membres. Les membres de la 3e génération du groupe forme en parallèle le groupe sœur Doll☆Elements.
Leur premier single de Lovely Doll à double-face A, intitulé Go!! My Wish!! / Love & Peace, sort d'abord en distribution limitée en mai 2012, puis en distribution nationale en août suivant avec un troisième titre en supplément. 
Quelques mois après, Marina Kanno et Akane Iwata annoncent successivement leur remise de diplôme en août et en septembre 2012.
Le deuxième single, Bitter Choco Valentine, se classe 24e des ventes à l'oricon en février 2013, et le troisième, Paradise in the Summer, atteint la 10e place en juin suivant. Mirano Matsudo et Mai Hiratsuki ont démissionné en mars 2013. Les deux filles n'étaient alors que des "stagiaires" (kenkyūsei). 
Le 13 août 2013, le groupe sort son premier album Doll Collection 1 dans lequel sont regroupés les quatre premiers singles du groupe.
Bien plus tard, les membres de la 4e génération forme un groupe-sœur Love☆Ken Stella en décembre 2013. Les membres sont répartis dans 2 sous-groupes appelés Luce (ルーチェ) et Stella (ステラ).
L'année suivante, Lovely Doll fait réellement ses débuts en major avec le single High Jump!! sous le label Nippon Crown en avril 2014.
Le 7 février 2015, au cours du concert du groupe au Akiba Sofmap à Tokyo, Yuki Iwasaki annonce sa remise de diplôme ; elle explique être contrainte de quitter le groupe en raison de sa mauvaise condition physique. Elle souhaite néanmoins poursuivre sa carrière dans le monde du divertissement. Elle souffre en effet de problèmes de santé depuis l’hiver 2013, mais elle avait décidé de continuer ses activités avec Lovely★Doll à la suite de leurs débuts en major en avril 2014.
En mars 2015, Riona Ota (ex-membre de NMB48), Miki Sakura et Rina Nakagawa rejoint Lovely Doll en tant que nouveaux membres, après une audition ayant eu lieu fin 2014. Le nom du 4e nouveau membre est dévoilé ultérieurement. Les filles font leurs débuts le 4 avril au cours du concert des Lovely Doll qui aura lieu au Tokyo Kinema Club, qui est le dernier concert et sa cérémonie de remise de diplôme de Yuki Iwasaki.
L'un des membres du groupe, Kana Tsuduki a participé à Japan Expo 2015 à Paris Nord Villepinte, en France, en juillet 2015. Son contrat avec Arc Jewel s’est achevé le 31 décembre 2015. Elle quitte alors le groupe à cette même période et poursuit sa carrière en tant qu’idole indépendante. Le 1er one-man live de Kana Tsuduki a eu lieu en février 2016.

## Membres
Membres actuelles
- Miyu Aisako (愛迫みゆ?, née le 30/11/1991) (ancienne membre d'AKB48 - Team Kenkyuusei)
- Yuriko Sano (佐野友里子?, née le 22/01/1992) (ancienne membre d'AKB48 - Team Kenkyuusei)
- Maya Ashizaki (芦崎麻耶?, née le 18/03/1993)
- Kana Tsuzuki (都築かな?, née le 28/01/1995)
- Haruna (ハルナ?, née le 16/06/1999)

Anciennes membres
- Mayu Hanazono (花園まゆ?, née le 01/06/1990)
- Kanno Marina (管野まりな?, née le 16/05/1991)
- Akane Iwata (岩田あかね?, née le 13/12/1989)
- Mirano Matsudo (松戸ミラノ?, née le 28/02/1994)
- Mai Hinatsuki (雛月麻衣?, née le 13/03/1995)
- Yuki Iwasaki (岩崎夢生?, née le 16/10/1992) quitte le groupe en avril 2015

## Discographie

### Singles
Single indépendant
1. 22 mai 2012 : Go!! My Wish!! / Love & Peace (GO!! MY WISH!!/LOVE&PEACE?)

Singles major
1. 22 août 2012 : Go!! My Wish!! / Love & Peace / Kimi to Yubikiri (GO!! MY WISH!!/LOVE&PEACE/君とゆびきり?)
2. 5 février 2013 : Bitter Choco Valentine (ビターチョコ・バレンタイン?)
3. 18 juin 2013 : Paradise in the Summer
4. décembre 2013 : Aoi Sora wo Nozomunara (蒼い空を望むなら?)
5. 9 avril 2014 : High Jump!!
6. 27 août 2014 : Setsunatsu, Diver (セツナツ、ダイバー?)
7. 26 novembre 2014 : Bargain Girl
8. 21 juillet 2015 : Calendar Girl (カレンダーガール?)
9. 8 décembre 2015 : Heatup Dreamer
10. 30 août 2016 : Mera Mera Summer Time (ラブリー☆メラメラサマータイム?)